# 2-シクロプロペンカルボン酸
2-シクロプロペンカルボン酸(Cycloprop-2-ene carboxylic acid)は、分子式C4H4O2を持つシクロプロペン誘導体である。
2008年にニセクロハツの毒成分であることが判明した。
シクロアルケンという歪んだ構造を持つため濃縮された状態では不安定で、爆発的に重合する。このため、薄い溶液として取り扱う必要がある。

## 毒性
横紋筋融解症を引き起こし、その溶解物が臓器に障害を与えるが、細胞毒性や抗菌活性は全く示さない。このため筋細胞には直接作用せずに別の生化学反応を起こした結果、筋溶解を引き起こすと考えられている。
マウスに対するLD100 は2.5mg/kg(経口及び腹腔内投与)。